# Магнітні матеріали

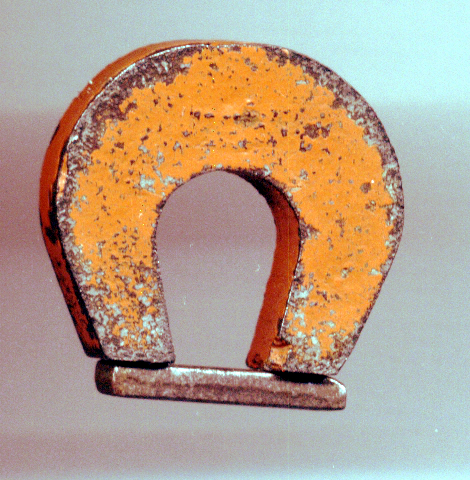
Підковоподібний магніт, виготовлений із сплаву заліза алніко

Магні́тні матеріа́ли — речовини, що істотно змінюють значення магнітного поля, у якому вони знаходяться, і застосування яких у техніці обумовлене їхніми магнітними властивостями.
Серед поширених елементів високими феромагнітним властивостями характеризуються залізо, кобальт і нікель, серед рідкісноземельних — диспрозій, тербій, гадоліній, гольмій. Магнітні матеріали переважно є сплавами (феромагнетики), хоча існують й кераміки (ферити), які не проводять електричний струм. До складу майже всіх магнітних сплавів входять залізо, кобальт і нікель. Існують також сплави з немагнітних елементів, які мають невеликі феромагнітні властивості, — так звані сплави Гейслера.

## Історична довідка
Ще в старовину був відомий природний намагнічений мінерал магнетит, з якого в Китаї виготовляли стрілки магнітного компаса вже більше 2 тисяч років тому. Магнетит — слабкий магнетик; значно сильнішим магнетиком виявилося залізо.
Практичне застосування заліза як магнітного матеріалу почалося у 19-му столітті після відкриття Г. К. Ерстедом, М. Фарадєєм, Г. А. Лоренцом законів електромагнетизму й винайдення машин постійного струму, трансформатора і генераторів змінного струму та трифазного струму. З 1900 в електротехніці почали застосовувати кремнисті сталі, дещо пізніше — Fe-Ni сплави, що легко намагнічуються в слабких полях і набули поширення у техніці зв'язку. Значно прискорив процес розробки нових магнітних матеріалів розвиток теорії феромагнетизму. В середині 20 століття з'явилися оксидні магнітні матеріали — ферити, що слабко проводять електричний струм, їх стали використовувати в техніці високих і надвисоких частот.

## Класифікація, властивості магнітних та особливості використання матеріалів

### Види магнітних матеріалів
Магнітні матеріали широко використовують у сучасній промисловості. Більшу їхню частину за величиною коерцитивної сили поділяють на дві великі групи: магнітно-тверді (понад 1кА/м) та магнітно-м'які та входять вони до переважно групи прецизійних сплавів (високолеговані сплави з точним хімічним складом).
Магнітно-твердим матеріалам властиві мала магнітна проникність та великі гістерезисні втрати. Магнітно-твердими є магнітна сталь, сплави на основі систем Fe-Co-Mo-W, Fe-Ni-Al-Co, Fe-Ni-Al, Co-Fe-V, сплав Pt-Co, барієві, стронцієві та кобальтові ферити, сплави кобальту з рідкісноземельними елементами та магнітно-тверді магнітодіелектрики. Вони відзначаються значними коерцитивною силою (5·103…7·105 А/м), залишковою магнітною індукцією (0,2…1,2 Тл) і магнітною енергією (103…105 Тл·А/м). З магнітно-твердих матеріалів виготовляють переважно постійні магніти.
Магнітно-м'які матеріали мають малу коерцитивну силу, велику магнітну проникність та малі гістерезисні втрати. До магнітно-м'яких матеріалів належать: електротехнічна сталь; залізо; залізонікелеві сплави, леговані молібденом; залізо-кобальтові сплави з добавкою ванадію; залізонікелькобальтові сплави; нікельцинкові і марганецьцинкові ферити та матеріали спеціального призначення — магнітно-м'які магнітодіелектрики, магнітострикційні матеріали, термомагнітні сплави тощо. У таких магнітних досить високі початкова (50…105) і максимальна (103…106) магнітна проникність, магнітна індукція насичення (0,2…2,4 Тл), температура Кюрі (450…1250 К), незначні коерцитивна сила (0,5…10 А/м), питомий електричний опір (10−7…10−8 Ом∙м за винятком феритів); великі магнітні втрати (1…103 Дж/м3). Їх використовують як провідники та перетворювачі магнітного поля у магнітних колах.
Хоча до магнітно-м'яких і магнітно-твердих матеріалів належить переважна більшість магнітних матеріалів, в окремі групи інколи виділяють:
- термомагнітні сплави — феромагнітні сплави, що мають різко виражену температурну залежність намагніченості в заданому магнітному полі, використовуються у різноманітних реле;
- магнітострикційні матеріали — магнітно-м'які матеріали, в яких досить великий ефект магнетострикції;
- магнітодіелектрики — магнітні матеріали, що є зв'язаною в єдиний конгломерат сумішшю феромагнітного порошку і зв'язки-діелектрика (наприклад, бакеліту, полістиролу, гуми) та ін[1].

Крім того, виділяють: 
- Магніти Alnico виготовлені зі сплаву алюмінію, нікелю та кобальту. Вони мають високу коерцитивну силу та хорошу стійкість до високих температур[5].
- Самарієво-кобальтові магніти. Вони подібні до неодимових за своєю магнітною силою і стійкістю до високих температур. Виготовлені зі сплаву самарію та кобальту вони ідеально підходять для застосування в двигунах і системах hi-fi.

Відомі також магнітні рідини, у яких завдяки поверхневому натягненню перебувають у зваженому стані дрібні порошки (нанопорошки) магнітно-твердих матеріалів і поводяться як суцільне середовище з несучою рідиною (розчинником). Проте такі рідини є складними та дорогими у виробництві та зберігають свої магнітні властивості значно менше, ніж справжні магнітні матеріали. Водночас, використовуючи магнітні рідини, можна вдосконалити низку приладів і пристроїв.

### Характеристики магнітних матеріалів
Важливою характеристикою магнітних матеріалів є петля гістерезису. Для магнітно-м'яких матеріалів вона надає інформацію про індукцію насичення матеріалу, його магнітну проникність та коерцитивну силу. Ці величини є вихідними даними для розрахунків магнітних кіл. Для магнітно-твердих матеріалів за другим квадрантом петлі гістерезису знаходять залишкову індукцію, коерцитивну силу за намагніченістю та індукцією, а також розраховують робочу точку постійного магніту. Ці дані дають можливість оцінити, який з матеріалів є найбільше придатним для використання у конкретному випадку.
Важливою характеристикою магнітного матеріалу є температура Кюрі. Якщо матеріал нагрівається вище від цієї температури, то він втрачає феромагнітні властивості, тобто стає немагнітним. При досягненні цієї температури втрачається магнітне впорядкування. Будь-який магнітний матеріал можна розмагнітити нагрівши його вище температури Кюрі.
Максимальна температура, при якій планують використовувати магнітно-твердий матеріал, є одним із основних критеріїв вибору класу матеріалу. Її називають робочою температурою, інколи — температурою 5 % незворотних втрат. Постійний магніт при кімнатній температурі може мати високі силові характеристики, великі зворотні втрати залишкової індукції та коерцитивної сили і бути взагалі непридатним при температурах вищих за його робочу температуру. Робоча температура магнітно-твердих матеріалів також суттєво залежить від форми та геометричних розмірів постійних магнітів. У таблицях робочих температур зазвичай наводять температуру для циліндрів намагнічених уздовж осі симетрії з відношенням довжини до діаметра, що дорівнює 0,7. Магніти у вигляді прямокутних призм мають робочу температуру на 10…20° вищу (при однакових відстанях між полюсами магнітів), ніж у циліндрів. Робоча температура постійного магніту також може бути підвищена збільшенням відстані між полюсами магніту іноді до 70 °С (при тих же поперечних розмірах). Робоча температура двох постійних магнітів зі злиплими торцями вища на 30…50 °С за робочу температуру окремого магніту. Найбільшу робочу температуру (до 550 °С) та найменші коефіцієнти температурних втрат мають магнітно-тверді матеріали на основі сплавів алніко. Проте їхня коерцитивна сила є відносно малою, що є їхнім суттєвим недоліком. Магнітні кола з використанням цих магнітів намагнічуються після складання магнітної системи для використання всіх потенціальних можливостей матеріалу. Якщо ці сплави намагнічуються окремо від магнітної системи, то при вилученні з пристрою, що намагнічує, вони втрачають частину залишкової індукції внаслідок невисокої коерцитивної сили (частково розмагнічуються). Матеріали з такими властивостями називають докритичними. На відміну від них, сплави на основі рідкісноземельних елементів (самарій-кобальтові, неодимові магніти) є закритичними. Для них немає значення намагнічувалися вони в магнітній системі або окремо від неї — вони зберігають свої високі магнітні властивості незалежно від способу намагнічування.

### Особливості використання магнітних матеріалів
Найкращі магнітні властивості нині мають сплави на основі системи Nd–Fe–B. Залишкова індукція деяких з них досягає майже 1,5 Тл, коерцитивна сила 800 кА/м, енергетичний здобуток 420 кДж/м3. У агресивних середовищах доцільно використовувати самарій-кобальтові магніти. Вони хоч і мають залишкову індукцію 1,2 Тл та енергетичний здобуток 260 кДж/м3, проте їм властиві кращі температурні коефіцієнти (0,03 % / °С).
Зазвичай магніти на основі рідкісноземельних елементів з високими магнітними властивостями, які є анізотропними, виготовляють методами порошкової металургії. Залишкова індукція ізотропних рідкісноземельних магнітів складає лише приблизно половину від індукції анізотропних магнітів, і, як наслідок, їх енергетичний здобуток у 4 рази менший порівняно з анізотропними магнітами. Недоліком анізотропних магнітів є неможливість їх намагнічування у напрямках перпендикулярних до осі легкого намагнічування. Індукція насичення магнітно-м'яких сплавів може досягати 2,45 Тл для деяких пермендюрів (49 КФ) та 2,2 Тл (електротехнічні сталі), що значно більше ніж у найкращих магнітно-твердих сплавів (1,5 Тл). Тому їх використовують для концентраторів і магнітопроводів у магнітних колах.